# Уотсон, Мод
Мод Уотсон (англ. Maud Watson), полное имя Мод Эдит Элинор Уотсон (англ. Maud Edith Eleanor Watson; 9 октября 1864, Харроу, Лондон, Англия — 5 июня 1946, Чармут, Дорсет, Англия) — британская теннисистка, чемпионка двух первых Уимблдонских турниров, на которых проводились соревнования в женском одиночном разряде (1884 и 1885).

## Биография
Мод Уотсон родилась 9 октября 1864 года в Харроу (Лондон, Англия) в семье приходского священника Генри Уильяма Уотсона (Henry William Watson) и его жены Эмили Фрэнсис Уотсон (Emily Frances Watson). Мод была третьим, самым младшим ребёнком в семье, после сестры Лилиан (Lilian, старше её на семь лет) и брата Эрскина (Erskine, старше её на пять с половиной лет). В 1865 году семья переехала в Берксуэлл, небольшую деревню в Западном Мидленде.
Мод Уотсон начала выступать в официальных соревнованиях с 1881 года. Первый турнир, в котором она приняла участие, проходил в июле 1881 года в Эджбастоне рядом с Бирмингемом. 16-летняя Мод выиграла этот турнир, победив в финале свою сестру Лилиан Уотсон. В 1882 году она участвовала в турнире в Лемингтоне, вместе со своим братом Эрскином победив в смешанном парном разряде. В том же году она победила в одиночном разряде на турнире в Челтнеме.
В 1883 году Мод Уотсон выступила в четырёх турнирах. В июне она победила на Чемпионате Западной Англии (англ. West of England Championship), который проходил в Ландсдауне (Бат). Вскоре после этого она сохранила свой титул, во второй раз победив на турнире в Челтнеме. В паре со своей сестрой Лилиан они победили в женском парном разряде на турнирах в Ландсдауне, Челтнеме и Лемингтоне. В августе Мод победила в одиночном разряде на турнире в Эксмуте — это была её третья победа в одиночном разряде в сезоне 1883 года.
Главным событием 1884 года был Уимблдонский турнир, в котором впервые разыгрывался чемпионский титул в женском одиночном разряде, за который боролись 13 претенденток. На пути к финалу Мод Уотсон обыграла трёх британских теннисисток, включая Бланш Бингли, которую она одолела в полуфинале со счётом 3-6, 6-4, 6-2. В финале 19-летняя Мод встретилась со своей сестрой Лилиан Уотсон и победила её со счётом 6-8, 6-3, 6-3, став первой в истории чемпионкой Уимблдонского турнира в женском одиночном разряде. Интересно, что следующий случай, когда чемпионский титул турнира Большого шлема разыгрывался между родными сёстрами, произошёл только в 2001 году, когда в финале Открытого чемпионата США по теннису встретились Серена и Винус Уильямс.
В 1885 году Мод Уотсон снова участвовала в Уимблдонском турнире, и снова вышла в финал, где она встретилась с Бланш Бингли и победила её со счётом 6-1, 7-5, тем самым сохранив свой чемпионский титул.
На Уимблдонском турнире 1886 года было введено новое правило: прошлогодней чемпионке не нужно было участвовать в общем турнире, а она играла матч «челлендж-раунда» с победительницей финала среди претенденток. В матче «челлендж-раунда» соперницей Мод Уотсон опять оказалась Бланш Бингли, которая победила в турнире претенденток. На этот раз Бингли смогла обыграть Уотсон со счётом 6-3, 6-3 и отобрать у неё звание чемпионки. Правда, в августе того же года Уотсон смогла взять реванш, победив Бингли в финале турнира в Эксмуте со счётом 7-5, 0-6, 6-3.
В 1887 году Мод Уотсон продолжала участвовать в турнирах, но в целом сезон был неудачным из-за прогрессирующих проблем, связанных с растяжением связок запястья. Вследствие этого она решила не участвовать в Уимблдонском турнире 1887 года. В 1888 году проблемы с запястьем продолжались, и Уотсон в основном ограничилась выступлениями на турнирах в парном разряде. Сезон 1889 года оказался последним в её карьере. Последний турнир, в котором она приняла участие, был турнир в Эджбастоне (тот же самый, с которого начались её выступления за восемь лет до этого), и она победила в одиночном и в обоих парных разрядах.
Вскоре после этого, будучи на отдыхе на острове Джерси, Мод Уотсон чуть не утонула, плавая у берега. Её с трудом удалось спасти, и после этого она долгое время страдала от связанной с этим болезни. Вместе с сестрой Лилиан они переселились в Берксуэлл. Во время Первой мировой войны Мод была комендантом вспомогательного госпиталя в Берксуэлле, и за её заслуги она была произведена в кавалеры ордена Британской империи.
Мод Уотсон никогда не была замужем. В 1932 году она переселилась в Чармут (графство Дорсет, Англия), где и умерла 5 июня 1946 года в возрасте 81 года.

## Выступления на турнирах

### Финалы Уимблдонского турнира

#### Одиночный разряд: 3 финала (2 победы — 1 поражение)
| Результат | №  | Год  | Турнир   | Соперница     | Счёт          |
| Победа    | 1. | 1884 | Уимблдон | Лилиан Уотсон | 6-8, 6-3, 6-3 |
| Победа    | 2. | 1885 | Уимблдон | Бланш Бингли  | 6-1, 7-5      |
| Поражение | 1. | 1886 | Уимблдон | Бланш Бингли  | 3-6, 3-6      |